# نايل لاين ماكدونالد
نايل لاين ماكدونالد (بالإنجليزية: Niall Iain MacDonald)‏ هو مقدم برامج إذاعية بريطاني، ولد في 1974 في أبردين في المملكة المتحدة.